# Токуши
Токуши (каз. Тоқушы) — село в Аккайынском районе Северо-Казахстанской области Казахстана. Административный центр Токушинского сельского округа.

## Этимология
Вероятно, название поселения — Токуши, образовано от слова то́куш — «годовалый лось». Регионализм Сибири тюркского происхождения: тугуш, тогуш, токуш, тыгыш — годовалый лось, шкура лося. Термин упоминается с 1640 года: «…Явил захребетный татарин Бехтерючко Плевметев с товарищи, что они продали своего промыслу… семь тугушевъ на семь рублев…» или «Продалъ торговои человек Леонтеи Ворыпаевъ… лосиных кожь болших и середних сто шеснатцат токушеи и всего тое рухляди и лосин…».

## Физико-географическая характеристика

### Географическое положение
Село Токуши расположено в юго-западной части Западно-Сибирской низменности. Расстояние до областного центра г. Петропавловск — 46 км. Расстояние до районного центра с. Смирново — 52 км.

### Природные воды
В пределах населённого пункта находятся два пресных озера: Придворное, Домашнее.
Недалеко с селом и в границах сельского округа расположены озёра: Пёстрое, Горькое, Моховое, Федотово, Чистенькое, Канонерка, Северное, Тавричанка, Шунай, Бугровское, Ситное, Казачье, Башкирское, Крабцово, Плешивое, Бесембайка, Большие Токуши, Малые Токуши, Большое Долгое, Малое Долгое, Большой Коктерек, Малый Коктерек.

## История
Упоминание деревни Тогушиной относится к 1837 году:

…Отставных солдат и солдаток — дворов ---, число душ: ж 3, м. 4. Государственных крестьян — дворов 6, число душ: ж. 25, м. 22…
— Ведомость о церкви Архангельской, Петропавловского уезда, крепости Полуденной за 1837 г
В 1847 году выселок Токушинский был передан из гражданского ведомства и введён в казачество.
Село располагалось в пределах территории Горькой линии (участок редут Плоское — редут Камышлово — крепость Полудинская).
В конце 1894 года около села прошла железная дорога. Для снабжения паровозов водой был выстроен резервуар.
С 10 апреля 1917 года начали действовать уездный совет и сельский совет.
В 1919 году была создана комсомольская ячейка. Первыми комсомольцами стали Антон и Мария Сизоненко, Сима Гребнева, Зина Загороднева, Саша Смирнов, сестры Куреновы и другие.
1920—1921 гг. — вооружённый мятеж. Западно-Сибирское восстание.

15 февраля 1921 г., 21-23 часов
[В] дополнение [к] HP 1/р. сообщаю, что [на] станции Токуши, когда последняя была захвачена бандами восставших (21-23 часов 15 февраля), был разграблен стоявший там состав (Петропавловский финотдел, политбюро, партком, канцелярия штадива-21, оперативная, административная часть и отдел снабжения полностью), и повстанцами производились расстрелы и издевательства, [в] особенности над партийными товарищами. HP 2/опр.
— Оперативно-разведывательная сводка штаба группы обороны железной дороги Омск — Челябинск
В 1921 году была открыта железнодорожная начальная школа, занятия в которой проводились в две смены по два класса.
В июне 1927 года в селе Токуши был образован Крестьянский комитет взаимопомощи (крестком), который обслуживал бедноту, батраков. Председателем был Сизоненко А. Л., в кресткоме было 3 лошади (приблудных), трактор «Интер» с плугом, пласторезка, сеялки.
В 1927—1928 годах на территории села Токуши организовалась сельхозартель — «I-Токушинская», которая 29 октября 1935 года была переименована в колхоз «15 лет Казахстана».
В 1929 году на общем собрании села было принято решение о строительстве большого специального помещения для школы. Строительство осуществлялось с 1930—1932 годах. В 1997 году Токушинская восьмилетняя школа по решению Советского райисполкома была закрыта.
В 1936 году из колхоза «Искра» выделился колхоз «им. Чапаева» [находится в с. Тюменка].
Во время Великой Отечественной войны ушли на фронт 492 человека, вернулись с фронта 402 участника войны.
В 1950 году в колхоз «им. Чапаева» влились колхозы: «15 лет Казахстана» [с. Токуши], «Искра»[с. Александровка].
С 1950 по 1967 год работала агрошкола. Агрошкола готовила кадры для сельского хозяйства: зоотехников, ветврачей, бухгалтеров, полеводов, механизаторов, ассименаторов, агрономов, кролиководов.
В ночь с 13 на 14 марта 1954 года прибыл первый эшелон с первоцелинниками.
В 1954 году присоединился колхоз «Красная Звезда» [Камышловский сельский совет, с. Большевик].
27.01.1955  Колхоз им. Чапаева стал обладателем диплома 2 степени ВДНХ СССР.
В 1961 году на базе колхоза «им. Чапаева», сёл Токуши, Тюменка, Александровка и южной части «Токушинского совхоза»[c. Токушинское Ишимского уезда, ныне Кызылжарского района] ферм 2, 3, 4 был образован совхоз «им. Чапаева».
1968 году Основным направлением для совхоза «им. Чапаева» стало зерновое, дополнительными отраслями — молочное скотоводство и свиноводство.
В 1965 году в с. Токуши было построено первое типовое здание средней школы, участковая больница, открыт санаторий — профилакторий. На каждом отделении построены клубы, библиотеки, детские сады и школы.
11.04.1983 года совхоз им. Чапаева был награждён диплом 3 степени на выставке достижений народного хозяйства СССР за благоустройство поселка Токуши.
В 1987 году совхоз имени Чапаева посетил Председатель Совета Министров Казахской ССР Н. А. Назарбаев.
6 декабря 1991 года был принят и в тот же день вступил в силу Конституционный закон «О государственной независимости Республики Казахстан». Фактически перестали существовать колхозы и совхозы.
1991—1992 гг. Первый этап реформы собственности в Казахстане. Итог реформы — 7 октября 1992 года была создана агрофирма Чапаевская. Предприятие было создано на базе совхоза «имени Чапаева».
1993—1996 гг. Второй этап реформы собственности в Казахстане. На базе агрофирмы Чапаевской, организованы юридические лица с различной формой собственности. Земли совхоза поделены на условные земельные доли.
В 1994 году Токуши вновь посетил Нурсултан Назарбаев, на этот раз в должности президента Казахстана.

## Население
| 1989 | 1999 | 2009 | 2016 | 2021 |
| ---- | ---- | ---- | ---- | ---- |
| 2897 | 2586 | 2066 | 1900 | 1717 |

С 1989 года наблюдается стабильное уменьшение населения. Численность населения с. Токуши снизилось в период с 1989 - 2021 годы на 59%.

## Состав Токушинского сельского округа
Административный центр сельского округа — с. Токуши.
В Токушинский сельский округ входят населённые пункты (на 2021 г.) — Токушы, Камышлово, Тюменка.
19 февраля 1997 года в состав Бугровского сельского округа Кызылжарского района был передан населённый пункт Сосновка.
К 1999 году в сельский округ входили населённые пункты — Кольцовка (218 человек), ликвидирован 27 мая 2005 года Остановочный пункт 2652 км (10 человек), упразднён 26 сентября 2002 года.
С. Большевик: на базе населённого пункта в 1933 г. образован колхоз «Красная Звезда», который в 1954 г. влился в колхоз им. Чапаева. Населённый пункт был расформирован в начале 1980-х годов.
С. Александровка: в 1930 г. колхоз «Искра», с 1950 г. в колхозе им. Чапаева. С конца 1960-х годов, после строительства района Новостройка, с. Александровка стало одной частью с селом Токуши.
Токуши являлось центральной усадьбой колхоза, а позже совхоза им. Чапаева.

## Здравоохранение
Организации здравоохранения в селе представлены 1 врачебной амбулаторией и 1 аптечными пунктами.

## Образование
В систему образования села входит одна общеобразовательная школа — Токушинская школа-гимназия. В конце 1960-х годов при средней школе была построена астрономическая обсерватория.
Функционирует дошкольное учреждение — мини-центр при школе.

## Культура и спорт
В селе действует библиотека. При Токушинской школе-гимназии действуют спортивные секции, ведут работу кружки, действует историко-краеведческий музей.

### Мемориалы, памятники
На территории села расположены следующие мемориалы, обелиски и памятники:

1. Памятник героям Гражданской войны — возведён в 1967—1968 г.г.

2. Мемориал Славы — открыт к 20-й годовщине Победы в ВОВ в 1965 году

3. Памятник В. И. Ленину

4. Памятник В. И. Чапаеву

5. Памятник Н. Островскому

6. Железнодорожный комплекс станции Токуши конца XIX начала XX вв.: железнодорожный вокзал и две водонапорные башни

7. Мемориальная доска Тимофею Тимофеевичу Гаврилюку, первому директору школы.

## Религия
В 1887 г. существовала часовня (молитвенный дом), приписан приходу Полуденскому (Церковь в честь святого Архангела Михаила). Храм деревянный, на каменном фундаменте, с таковою же, в одной связи, колокольней: покрыт железом. Престол один — во имя Святителя и Чудотворца Николая. Токушинский молитвенный дом с алтарём, престол освящён 23 ноября 1908 года. В 30-х годах XX века церковь в пос. Токуши перестала существовать. И лишь с 2007 г. в селе вновь начал функционировать Храм в честь преп. Амвросия Оптинского.
В 10-е годы XXI века в населённом пункте появилась мечеть.

## Малый и средний бизнес, промышленность
Малый и средний бизнес представлен предприятиями: торговли, растениеводства, животноводства, переработки сельскохозяйственной продукции.

## Транспорт

### Железнодорожный транспорт
Село является одноимённой станцией на Транссибирской магистрали, участок обслуживает Петропавловское отделение Южно-Уральской железной дороги — филиал ОАО «Российские железные дороги».
Железнодорожное сообщение пригородных электропоездов Петропавловск — Исилькуль — Петропавловск выполняется с июня 2022 г.

### Автомобильный транспорт
Село расположено в 6 км от трассы М-51 Челябинск-Новосибирск. Автовокзал отсутствует. Автобусное сообщение с областным центром развито слабо, представлено маршрутом Петропавловск — Токуши — Камышлово. С районным центром автобусное сообщение отсутствует.

## Люди, чьи имена связаны с селом
- Бекузаров, Руслан Камбулатович
- Гаврилюк, Тимофей Тимофеевич
- Брагин, Алексей Матвеевич
- Джамаев, Амран Германович
- Волошенко, Роман Павлович